# Стефан Кисов
Стефан Иванов Кисов е участник в Руско-турската война (1877 – 1878), български офицер, полковник, командир на II- и Пехотен Струмски полк и на Брезнишкия отряд по време на Сръбско-българската война (1885).

## Биография
Стефан Кисов е роден на 12 декември 1849 г. в Болград, Бесарабия. Произхожда от семейство на български преселници от Елена. През 1876 г. завършва Военно пехотно училище в Одеса. Участва като доброволец в Сръбско-турската война (1876). Командир на III – а рота от II- и батальон на Руско-българска бригада.
По време на Руско-турската война (1877 – 1878) участва в Българското опълчение. Командир на рота от III – а Опълченска дружина. Военно звание прапоршчик. Отличава в сраженията срещу турските войски при Стара Загора и връх Шипка. Участва и при разбиването на черкезките и башибозушките сили при с. Садово и с. Кадърфакли (дн. Везенково). Стефан Кисов е един от спасителите на Самарското знаме. Награден с руски орден „Св. Владимир“ IV ст.
До 21 септември 1885 година е Севлиевски окръжен воински началник, след което е назначен за командир на II- и Пехотен Струмски полк. Като командир на този полк и на Брезнишкия отряд участва в Сръбско-българската война. Отличава се в боевете при Брезник (6 ноември) и Пирот (15 ноември). За проявено командирско умение и лична храброст е награден с орден „За храброст“ IV ст.
На 1 ноември 1888 г. подполковник Кисов е освободен от длъжността началник на 6-та пеша бригада и назначен за началник на 1-ва пеша бригада.
Заради неодобрението на антируската политика по времето на Регентството (1886 – 1887) е уволнен от армията.

## Военни звания
- Подпоручик (19 май 1876)[3]
- Поручик (8 септември 1879)
- Капитан (24 март 1883)
- Майор (20 септември 1885)
- Подполковник (18 май 1888)
- Полковник (18 септември 1902)

## Съчинения
- Възпоменания и бележки от Сръбско-българската война 1885. София, 1900.
- Българското опълчение в Освободителната руско-турска война 1877 – 1878. София, 1897, (второ издание: издателство „Придворна печатница - Братя Прошекови“, София, 1902; трето издание: Фондация „Балкански културен форум“, София, 2017 г., ISBN 9789549291292).
- Спомени от времето на преврата и контрапреврата. София, 1910, 69 стр.

## Награди
- Орден „За храброст“ IV ст.
- Орден „Св. Александър“ II ст.
- Руски орден „Св. Владимир“ IV ст.